# كرايغ كوالسكي
كرايغ كوالسكي (بالإنجليزية: Craig Kowalski)‏ هو لاعب هوكي الجليد أمريكي، ولد في 15 يناير 1981 في وارين في الولايات المتحدة.

## وصلات خارجية
- كرايغ كوالسكي على موقع دوري الهوكي الوطني (الإنجليزية)
- كرايغ كوالسكي على موقع EliteProspects.com (الإنجليزية)
- كرايغ كوالسكي على موقع HockeyDB.com (الإنجليزية)